# Holger

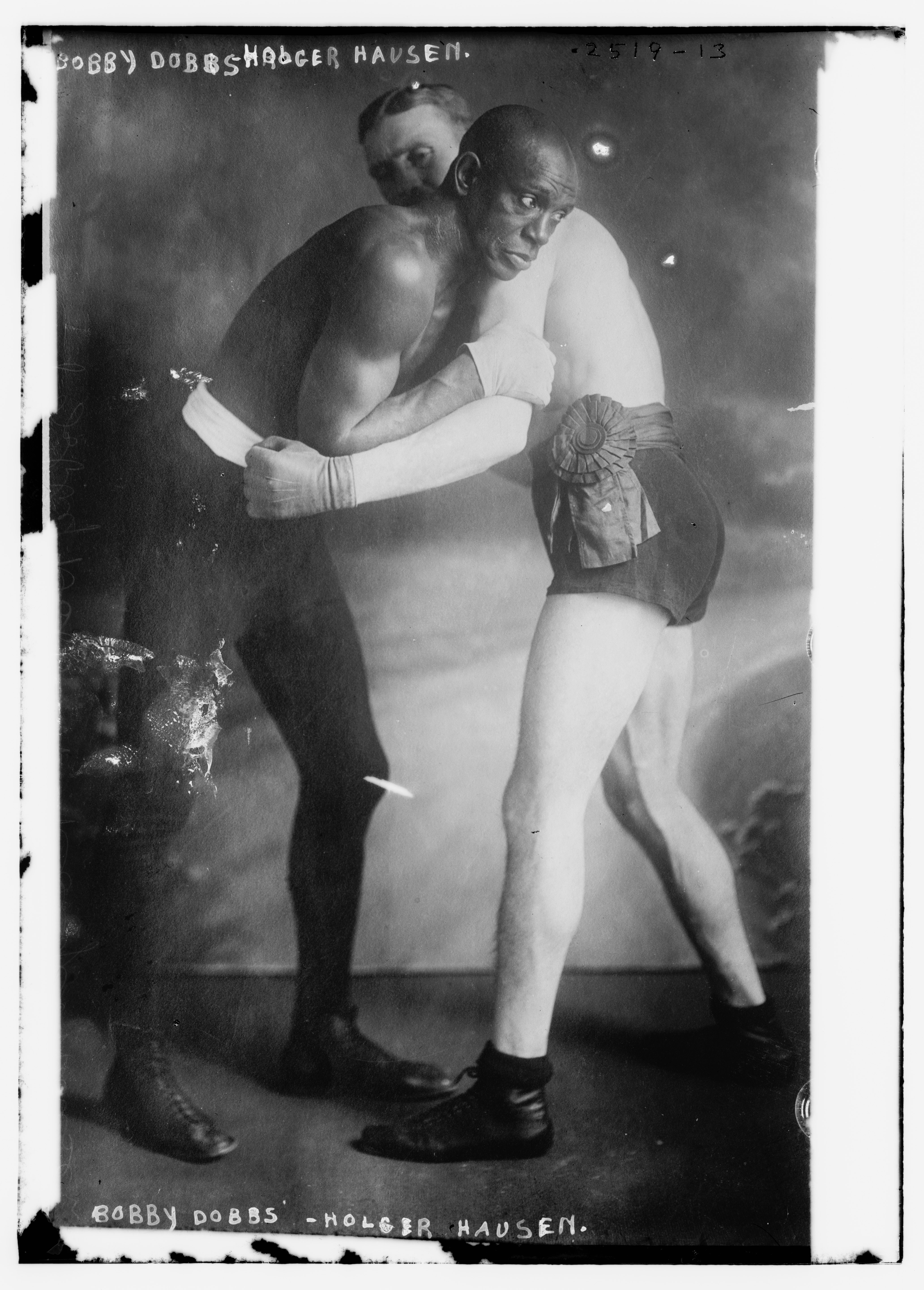
Bobby Dobbs och Holger Hausen under brottningsmatch

Holger är en förkortad form av det gamla nordiska mansnamnet Holmger (fornsvenska Hólmgeirr). Namnet är ett så kallat variationsnamn, sammansatt av förleden "holme" (fornsvenska hólmber eller hólmr) och efterleden "spjut" (fornsvenska geirr). I Sverige förekommer under medeltiden även formerna Honger, Hunger och Holinger. I Domesday Book förekommer namnet bland de nordiska i formen Holengar. Bortfallet av "m" som ger den nuvarande namnformen kan i Sverige beläggas från 1316. Varianterna Holge och Hogge förekommer.
Det är ovanligt som efternamn, men finnes som Holkeri på finska.
Namnet var ett modenamn i början av förra seklet och nu ökar namnet snabbt i popularitet igen. 31 december 2008 fanns det totalt 10 072 män i Sverige med namnet, varav 1 917 med det som tilltalsnamn. År 2008 fick 26 pojkar Holger som tilltalsnamn.
Holger har namnsdag i Sverige 30 mars. I den finlandssvenska namnsdagslängden har Holger namnsdag 2 augusti sedan starten 1929, då en egen namnsdagskalender togs i bruk för finlandssvenskar.

## Personer vid namn Holger
- Holger Arbman (1904–1968), svensk arkeolog
- Holger Blom (1906–1996), svensk landskapsarkitekt, stadsträdgårdsmästare i Stockholm
- Holger Danske, dansk nationalhjälte
- Holger Drachmann (1846–1908), dansk författare
- Holger Eriksen (1894–1988), dansk politiker och journalist
- Holger Hansson (1927–2014), svensk fotbollsspelare, OS-brons år 1952
- Holger Höglund (1906–1965), svensk komiker
- Holger Löwenadler (1904–1977), svensk skådespelare
- Holger Meins (1941–1974), västtysk terrorist
- Holger Nurmela (1920–2005), svensk ishockey-, fotbolls- och bandyspelare på elitnivå
- Holger Persson (1901–1961), svensk skulptör
- Holger Romander (1921–2020), svensk jurist och polischef
- Holger Rosman (1871–1937), svensk historiker
- Holger Schildt (1889–1964), finländsk bokförläggare
- Holger Winge (1917–2002), svensk scenograf och teaterdekoratör

## Personer vid namn Holmger
- Holmger Filipsson, svensk prins (1100-talet), sonson till kung Erik Jedvardsson den helige och far till kung Knut Långe.[4]
- Holmger Knutsson, svensk prins (död år 1248), son och tronföljare till kung Knut Långe.